# 团结农会
团结农会（波兰语：Niezależny Samorządny Związek Zawodowy Rolników Indywidualnych „Solidarność” ）是1980年下半年在波兰成立的农民工会组织，为团结工会运动的一部分。1981年2月19日，波兰人民共和国政府官员与抗议农民签订热舒夫-下乌斯奇基协定，团结农会得以合法化。此前，共产党政府一直拒绝给予自治权，从而引发一系列抗议活动，1981年1月抗议达到高潮。1981年5月12日，团结农会正式得到官方承认 ，并得到波兰天主教教会的强力支持。团结农会宣称得到了波兰320万农民至少半数以上人的支持。